# Крістіан Лістеш
Крістіан Лістеш (угор. Krisztián Lisztes, нар. 6 травня 2005, Будапешт, Угорщина) — угорський футболіст, півзахисник німецького клубу «Айнтрахт» (Франкфурт-на-Майні).

## Ігрова кар'єра

### Клубна
Крістіан Лістеш є вихованцем будапештських клубів. У 2017 році він приєднався до академії столичного клубу «Ференцварош». З яким у липні 2021 року підписав свій перший професійний контракт. Дебют Лістеша на дорослому рівні відбувся 14 травня 2022 року у матчі чемпіонату країни проти «Дьїрмота».
У січні 2023 року футболіст підписав з клубом новий контракт. За час виступів у складі «Ференцварошу» Лістеш тричі вигравав національний чемпіонат.
У вересні 2023 року стало відомо, що Лістеш підписав п'ятирічний контракт з німецьким «Айнтрахтом», який вступить в дію з літа 2024 року.

### Збірна
У червні 2023 року Крістіан Лістеш дебютував у складі молодіжної збірної Угорщини.

## Титули
Ференцварош
 Чемпіон Угорщини (3): 2021/22, 2022/23, 2023/24

## Особисте життя
Батько Крістіана — Крістіан Лістеш старший також в минулому професійний футболіст. В період з 1994 по 2004 роки провів 49 матчів з національну збірну Угорщини.